# Mohamed Ag Intalla
Mohamed Ag Intalla, nacido en los años 1950, es un político maliense. Es desde el 20 de diciembre de 2014 el amenokal de los tuareg iforas.

## Biografía
Mohamed Ag Intalla es el hijo mayor del amenokal Intalla Ag Attaher, tiene dos hermanos; Attayoub y Alghabass Ag Intalla.
En su juventud pasó un año en la escuela francesa y luego se integró en una escuela coránica.
Durante la rebelión tuareg de 2007-2009 fue enviado por su padre a una misión de paz a Níger.
Cuando la guerra en Malí comenzó en 2012, se negó a unirse a uno de los movimientos rebeldes, a diferencia de su padre, que apoyó al MNLA, y su hermano Alghabass Ag Intalla, que se unió a Ansar Dine.
El 2 de mayo de 2013 Mohamed Ag Intalla fundó el Alto Consejo para la Unidad del Azawad, que más tarde se convirtió en el Alto Consejo para la Unidad del Azawad (HCUA). Hizo un llamamiento a la MNLA y al MIA para que se unieran a su movimiento, «afirmando que la HCA apoyará todos los esfuerzos para encontrar a través del diálogo una solución política negociada a la crisis de Azawad. (...) Es un movimiento pacífico que no exige la independencia de una parte del norte de Malí y está en contra de cualquier idea de partición. (...) También estamos en contra del terrorismo. Queremos reunir a todos los hijos tuareg del Norte y otros hermanos para hacer la paz con el Sur, con todos los malienses».
Mohamed Ag Intalla se benefició rápidamente del apoyo de su padre, Intalla Ag Attaher, que dejó el MNLA y se unió a la HCA. Más tarde su hermano, Alghabass, rompió con los yihadistas tras la intervención militar francesa, y anunció el 19 de mayo la disolución del Movimiento Islámico del Azawad (MIA) y su adhesión al HCA. Ese día, el Alto Consejo del Azawad se reunió en Kidal, el amenokal fue nombrado presidente, su hijo Mohamed fue nombrado secretario general.
En diciembre, Mohamed Ag Intalla se presentó a las elecciones parlamentarias de Malí de 2013, con el partido político Asamblea por Malí (RPM). Fue elegido diputado del Círculo de Tin-Essako con el 100% de los votos pero con el 86% de abstención. Después de la elección de Mohamed, Alghabass Ag Intalla se convirtió en el secretario general del HCUA.
El amenokal Intalla Ag Attaher murió en Kidal el 18 de diciembre de 2014, y el día 20 el consejo de líderes de facción eligió a Mohamed para sucederle, conforme al voto hecho por su padre antes de morir.
El 25 de febrero de 2015, Mohamed Ag Intalla declaró a RFI que estaba en contra de la autonomía o la independencia de la región de Kidal.
El 13 de marzo de 2016, convocó a conversaciones con los yihadistas malienses, con el fin de separarlos de los yihadistas extranjeros.